# Tabato
 (février 2022).
La mise en forme du texte ne suit pas les recommandations de Wikipédia : il faut le « wikifier ».
Les points d'amélioration suivants sont les cas les plus fréquents :
- Les titres sont pré-formatés par le logiciel. Ils ne sont ni en capitales, ni en gras.
- Le texte ne doit pas être écrit en capitales (les noms de famille non plus), ni en gras, ni en italique, ni en « petit »…
- Le gras n'est utilisé que pour surligner le titre de l'article dans l'introduction, une seule fois.
- L'italique est rarement utilisé : mots en langue étrangère, titres d'œuvres, noms de bateaux, etc.
- Les citations ne sont pas en italique mais en corps de texte normal. Elles sont entourées par des guillemets français : « et ».
- Les listes à puces sont à éviter, des paragraphes rédigés étant largement préférés. Les tableaux sont à réserver à la présentation de données structurées (résultats, etc.).
- Les appels de note de bas de page (petits chiffres en exposant, introduits par l'outil «  Source ») sont à placer entre la fin de phrase et le point final[comme ça].
- Les liens internes (vers d'autres articles de Wikipédia) sont à choisir avec parcimonie. Créez des liens vers des articles approfondissant le sujet. Les termes génériques sans rapport avec le sujet sont à éviter, ainsi que les répétitions de liens vers un même terme.
- Les liens externes sont à placer uniquement dans une section « Liens externes », à la fin de l'article. Ces liens sont à choisir avec parcimonie suivant les règles définies. Si un lien sert de source à l'article, son insertion dans le texte est à faire par les notes de bas de page.
- La présentation des références doit suivre les conventions bibliographiques. Il est recommandé d'utiliser les modèles {{Ouvrage}}, {{Chapitre}}, {{Article}}, {{Lien web}} et/ou {{Bibliographie}}. Le mode d'édition visuel peut mettre en forme automatiquement les références.
- Insérer une infobox (cadre d'informations à droite) n'est pas obligatoire pour parachever la mise en page.

Pour une aide détaillée, merci de consulter Aide:Wikification.
Si vous pensez que ces points ont été résolus, vous pouvez retirer ce bandeau et améliorer la mise en forme d'un autre article.
 (octobre 2023).
Tabato ou Tabatò est une ville de Guinée-Bissau. Le village rural (appelé Tabanca) compte 272 habitants (en 2022), appartenant majoritairement à l'ethnie mandingue. Elle relève du secteur administratif de Bafatá, dans la région de Bafatá du même nom, et se trouve à 10 km de la ville de Bafatá. Le village est connu pour ses instruments traditionnels mandingues et est considéré comme une attraction culturelle dans la région. Cependant, le village peine à se faire connaître en raison du lent développement du tourisme en Guinée-Bissau.

## Histoire
La zone dans laquelle se trouve le village a été colonisée exclusivement par les Fula (en portugais). Après la chute de l'empire Kaabu à partir de 1866, les Mandinka (en portugais : Mandinga ) se sont de plus en plus retirés dans cette région à cause de l'avancée des groupes peuls des alliés islamisés de Fouta Djallon, Fouta Toro et Massina. Mamadu Alfa, le Fula-Régulo local (maire traditionnel), a donné une partie de sa domination aux Mandingues arrivant en 1870, de sorte qu'ils n'ont pas eu besoin de se déplacer plus loin et ont fondé ici leur tabanca (village rural) Tabato, qui existe toujours aujourd'hui. 
Les mandingues qui ont fondé Tabato faisaient partie du sous groupe des Griots. Les griots sont considérés comme les dépositaires de l'histoire et des traditions qu'ils transmettent par les arts oraux ainsi que la musique.

## Musique et communauté
Les habitants appellent Tabato « le village des musiciens ». Ils vivent au rythme de la musique traditionnelle que les plus anciens (anciêns en portugais) transmettent aux nouvelles générations dès le plus jeune âge. Chaque jour, les plus jeunes se joignent aux musiciens pour chanter. Ils commencent à apprendre à jouer du balafon dès 7 ans.
Tous les habitants vivent en communauté et partagent le travail dans les cultures, pour la cuisine, la construction, etc. Tabato dispose d'une grande superficie. La culture des noix de cajou est leur principale source de revenus et ils disposent également de plusieurs champs cultivés afin de produire leurs légumes et leurs céréales. Ils espèrent à long terme, devenir auto-suffisants.  

## Balafon
Les Mandingues ont apporté le balafon (une sorte de xylophone) à Tabato en 1870, qui demeure un élément essentiel de la culture quotidienne du village et est fabriqué en bois local. Les "djébatés" (constructeurs) ne sont autorisés à créer le balafon qu'après avoir reçu l'autorisation au cours d'une cérémonie rituelle.
Au début des années 1990, l'ethnomusicologue canadien Sylvain Panneton publie une étude sur le balafon de Tabato dans la revue Soronda. Après cela, le joueur de balafon de Tabato Umar s'est rendu à Montréal et a enseigné le balafon dans une université locale pendant neuf mois. Umar est le frère cadet de Tcherno Djabaté, un joueur de balafon qui s'est produit en Chine et en Corée. Tcherno est le fils de l'important joueur de balafon Djali Ba Koli Djabaté, dont le père Bunun Ka Djabaté a été honoré pour son jeu de balafon à l'Exposition coloniale de Lisbonne en 1940.
Le fils d'Umar, vit toujours à Tabato et c'est lui qui est chargé de transmettre l'histoire de son village aux visiteurs.

## Film documentaire
Le réalisateur angolais-portugais João Viana a réalisé le court métrage Tabato et le long métrage A Batalha de Tabatô (en français: "La bataille de Tabato") à Tabato en 2013. Les films ont été diffusés entre autres. à la Berlinale 2013, où A Batalha de Tabatô a reçu une mention spéciale dans la catégorie Premier long métrage et le prix DAAD du court métrage. Il a également été présenté au Festival international du film de Chicago et au Doclisboa et a remporté quelques prix.
Le court métrage dépeint le village, composé uniquement de musiciens, au milieu de la guerre coloniale et des troubles civils en Guinée-Bissau, qui est considéré comme sous-développé, mais avait déjà une culture avancée il y a 4500 ans, quand l'Europe était encore très loin.
Dans son long métrage, Viana développe alors la théorie selon laquelle la culture moderne ne trouve pas son origine en Europe mais dans cette région. Il voulait aussi faire un film positif sur la Guinée-Bissau, pensant que de nombreux films avaient pour sujet exclusif les crises et les conflits. Lors de discussions sur son travail, le réalisateur a déclaré que la Guinée-Bissau obtiendrait sa paix elle-même, et que cela ne serait pas possible avec l'aide de l'ONU ou du Portugal.
2014 a également vu la sortie du film Água para Tabatô (en français : "De l'eau pour Tabato"), qui montre une scène dramatique lors d'un voyage en bateau de personnes entre Tabato et Bolama.